# ラリー・デヴィッド
ラリー・デヴィッド（Larry David, 1947年7月2日 - ）は、アメリカ合衆国の俳優、コメディアン、脚本家、プロデューサー、映画監督である。

## 来歴
1947年にニューヨーク市ブルックリンのユダヤ系の家庭に生まれる。両親は服屋を営んでいた。地元の高校を卒業後、メリーランド大学カレッジパーク校へ進学して、歴史学の学士と経営学の学士を取得した。大学卒業後は米陸軍予備部隊へ参加している。
退役後、スタンダップコメディアンになるまでは、店の販売員やテレビの修理工、リムジン運転手など様々な職に就いて生計を立てた。その後、1980年にコメディドラマ『フライデーズ』へ脚本家兼キャストメンバーとして参加。1984年からは人気コメディ番組の『サタデー・ナイト・ライブ』へも脚本家、キャストとして2年間出演した。それらの仕事の中で知り合ったマイケル・リチャーズ、ジュリア・ルイス＝ドレイファスが出演するジェリー・サインフェルド主演の『となりのサインフェルド』をサインフェルドと共同で制作したころから、知名度が急上昇（同作中の、サインフェルドの親友のジョージが、デヴィッドを投影したキャラクターである）。同番組自体、アメリカ国内でロングラン放送され、最も成功したシットコムと評されており、デヴィッド自身この番組に7年間関わり、多数の脚本を担当（多くが本人の実体験を元にしている）。また、ジョージ・スタインブレナーの声役で出演した他、多くのエピソードでカメオ出演した。同番組では1993年のプライムタイム・エミー賞のコメディ・シリーズ部門における作品賞と脚本賞を他のスタッフと共に受賞したほか、脚本家組合賞も受賞した。
『サインフェルド』では大きな成功を収めたが、2000年からHBOで放送されたシットコムシリーズ『ラリーのミッドライフ★クライシス』も彼の代表作と言える。同番組は、デヴィッド自身の実体験を基にストーリーが構成されており、デヴィッド自身が主演を務めるほか、脚本も担当。それまではあまり日本での知名度は高くなかったが、2005年から日本のスーパーチャンネル(現・スーパー!ドラマTV)でも放送されており、日本における知名度も得た。同番組はこれまでエミー賞を含む数々の権威ある賞にノミネートされており、2002年にはゴールデン・グローブ賞のテレビシリーズ（ミュージカル・コメディ）部門における最優秀賞を受賞。デヴィッド自身もこれまで2003年、2005年、2006年それぞれで同賞のテレビシリーズ部門での主演男優賞にノミネートされた他、別の賞にも主演としてノミネートされている。
映画への出演作品もあり、1983年にコメディ映画『パワフル・エイミーの裏表私生活』で映画デビュー。その後、ウディ・アレン監督の『ラジオ・デイズ』やオムニバス映画『ニューヨーク・ストーリー』などへ脇役としても出演している。1999年には『アトランティック・マネー』で監督デビューも果たすが、興行収入的にも同作品自体の評価も芳しくなかった。しかし、2008年にアレンが監督した『人生万歳!』へ主演しており、エヴァン・レイチェル・ウッドに恋をされる神経質で偏屈な初老の物理学者をユーモラスに演じて好評価を得ている。2012年は往年の喜劇番組『三ばか大将』を現代にアレンジしリメイクした『新・三バカ大将 ザ・ムービー』においてナース役で出演した。

## 出演作品

### 映画
- パワフル・エイミーの裏表私生活 Second Thoughts (1983)
- Can She Bake a Cherry Pie? (1983)
- ラジオ・デイズ Radio Days (1987)
- ニューヨーク・ストーリー New York Stories (1989)
- アトランティック・マネー Sour Grapes (1998) 兼監督
- 人生万歳! Whatever Works (2009)
- The Other Side of Paradise (2009)
- 新・三バカ大将 ザ・ムービー The Three Stooges (2012)

### テレビドラマ
- フライデーズ Fridays (1980 - 1982) ※兼脚本
- となりのサインフェルド Seinfeld (1991 - 1997)脚本、クリエイター（出演はノンクレジット）
- ラリーのミッドライフ★クライシス Curb Your Enthusiasm (2000 - 2024) 兼脚本、クリエイター
- アントラージュ★オレたちのハリウッド Entourage (2004)
- シークレット・アイドル ハンナ・モンタナ Hannah Montana (2007)

### テレビ番組
- サタデー・ナイト・ライブ Saturday Night Live (1984 - 1985) 兼脚本

## 製作総指揮
- 隣のリッチマン Envy (2004)